# 小名浜道路
小名浜道路（おなはまどうろ）は、福島県いわき市泉町下川字大剣と同市山田町和久を結ぶ全長約8kmの都市計画道路である。福島県道20号いわき上三坂小野線の一部（バイパス道路）である。

## 概要
福島第一原子力発電所事故の避難解除等区域復興再生計画の一環として福島県が戦略的に整備する「ふくしま復興再生道路」の1路線として位置づけられ、2014年（平成26年）に都市計画決定された。小名浜港から常磐自動車道への所要時間短縮による物流拠点としての機能強化のほか、地域の観光や復興支援を目的として計画された。また、高速道路網が東日本大震災の発生から通行止解除までに要した期間の短さから自動車専用道路として整備することとなり、2025年（令和7年）8月7日に供用開始された。

### 路線データ
- 起点 : 福島県いわき市泉町下川字大剣[9]（福島県道20号いわき上三坂小野線交点）
- 終点 : 福島県いわき市山田町和久[9]（福島県道20号いわき上三坂小野線交点）
- 主な経過地 : 福島県いわき市添野町猿田[9]
- 路線延長 : 7.8 km[10]

## インターチェンジなど
- 全区間福島県いわき市内に所在。

| IC番号                                                               | 施設名         | 接続路線名                                                                          | 起点から の距離 | 終点から の距離 | 備考                           | 所在地     |
| -------------------------------------------------------------------- | -------------- | ----------------------------------------------------------------------------------- | --------------- | --------------- | ------------------------------ | ---------- |
|                                                                      | いわき泉IC     | 県道20号いわき上三坂小野線・市道大剣1号 （国道6号常磐バイパス・臨港道路と間接接続） | 0.0             | 7.8             | ダイヤモンド型インターチェンジ | 泉町下川   |
|                                                                      | いわき添野IC   | 県道56号常磐勿来線                                                                  | 4.5             | 3.3             | トランペット型インターチェンジ | 石塚町餅田 |
|                                                                      | いわき小名浜IC | E6 常磐自動車道                                                                     | 6.8             | 1.0             | トランペット型インターチェンジ | 山田町長沢 |
|                                                                      | いわき山田IC   | 県道20号いわき上三坂小野線                                                          | 7.8             | 0.0             | 平面交差                       | 山田町塙   |
| 県道20号いわき上三坂小野線・県道14号いわき石川線方面（基本計画構想） |                |                                                                                     |                 |                 |                                |            |

## 道路施設
泉下川橋
- 全長：124.0m
  - 主径間：48.0m
- 幅員：12.66m
- 形式：3径間連続非合成3主鈑桁橋
- 施工：横河ブリッジ
- 竣工：2020年[11]

仮称1号橋。いわき泉インターチェンジの本線跨道橋部分であり、福島県道20号いわき上三坂小野線を渡る。
仮称2号橋
- 全長：59.2m
- 形式：鋼単純鋼床版箱桁橋

仮称3号橋
- 全長：75.4m
- 形式：2径間連結PCポステンコンポ桁橋

添野大橋
- 全長：466.0m
  - 主径間：81.0m
- 幅員：12.0m
- 形式：7径間鋼連続非合成箱桁橋
- 施工：川田・宮地・協三特定建設工事共同企業体
- 竣工：2022年[12]

仮称4号橋。JR常磐線、福島県道56号常磐勿来線、二級水系渋川と周囲の市道を渡る。起点側はいわき添野インターチェンジの合分流に掛かっており、上り線側では流出路であるDランプ橋が分岐する。
Dランプ橋
- 全長：126.311m
  - 主径間：61.9m

- 幅員：6.8m
- 形式：2径間連続非合成箱桁橋
- 施工：川田・宮地・協三特定建設工事共同企業体
- 竣工：2022年

江畑平前橋
- 全長：213m
- 形式：3径間PC連続ラーメン箱桁橋

仮称5号橋。二級水系江畑川とそれに並行する市道を渡る。
常磐山田橋
- 全長：294m
- 形式：6径間鋼連続非合成少数鈑桁橋

仮称6号橋。当路線の本線橋梁で、常磐自動車道本線を渡る。
いわき小名浜IC橋
- 全長：105.0m
  - 主径間：51.55m
- 幅員：14.01m
- 形式：2径間鋼連続非合成細幅箱桁橋
- 施工：横河ブリッジ

仮称7号橋。いわき小名浜インターチェンジ上り線側流出路の跨道橋として常磐自動車道本線を渡る。
仮称8号橋
- 全長：45.0m
- 形式：鋼単純非合成鈑桁橋

いわき山田インターチェンジから福島県道20号いわき上三坂小野線本線に至るランプ路の橋梁である、二級水系山田川を渡る。
仮称9号橋
- 全長：32.7m
- 幅員：11.5m
- 形式：PC単純ポステンバルブT桁橋
- 施工：アドマック[14]

仮称11号橋
- 全長：139m
- 形式：5径間連続プレビーム合成桁橋

いわき添野インターチェンジから福島県道56号常磐勿来線へ向かうランプ路の橋梁である。

## 地理

### 通過する自治体
- 福島県
  - いわき市